# Премия Нелли Закс
Премия Нелли Закс (нем. Nelly-Sachs-Preis) — литературная премия, с 1961 года присуждаемая городом Дортмундом за выдающиеся литературные достижения, которые способствуют взаимопониманию между народами. Премия носит имя поэтессы Нелли Закс. Денежный эквивалент премии составляет 15 тысяч евро.
В связи с финансовыми трудностями присуждение премии 2009 года было перенесено на 2010 год.

## Лауреаты премии
- 1961 — Нелли Закс ( Швеция)
- 1963 — Йоханна Моосдорф ( Германия)
- 1965 — Макс Тау ( Норвегия)
- 1967 — Альфред Андерш ( Германия)
- 1969 — Джорджо Бассани ( Италия)
- 1971 — Ильзе Айхингер ( Германия)
- 1973 — Пауль Шаллюк ( Германия)
- 1975 — Элиас Канетти ( Австрия,  Великобритания)
- 1977 — Герман Кестен ( Германия)
- 1979 — Эрих Фромм ( Германия)
- 1981 — Хорст Бинек ( Германия)
- 1983 — Хильда Домин ( Германия)
- 1985 — Надин Гордимер ( ЮАР)
- 1987 — Милан Кундера ( Чехословакия,  Франция)
- 1989 — Анджей Щипёрский ( Польша)
- 1991 — Давид Гроссман ( Израиль)
- 1993 — Хуан Гойтисоло ( Испания)
- 1995 — Майкл Ондатже ( Канада)
- 1997 — Хавьер Мариас ( Испания)
- 1999 — Криста Вольф ( Германия)
- 2001 — Жорж-Артюр Гольдшмидт ( Франция)
- 2003 — Пер Улов Энквист ( Швеция)
- 2005 — Аарон Аппельфельд ( Израиль)
- 2007 — Рафик Шами ( Сирия,  Германия)
- 2010 — Маргарет Этвуд ( Канада)
- 2011 — Норман Маня ( Румыния)
- 2013 — Аббас Хидер ( Германия)